# روني لان
روني لان (بالإنجليزية: Ronnie Lane)‏ هو عازف قيثارة ومغن مؤلف وموسيقي بريطاني، ولد في 1 أبريل 1946 في بلايستو ‏ في المملكة المتحدة، وتوفي في 4 يونيو 1997 في ترينيداد في الولايات المتحدة بسبب ذات الرئة وتصلب متعدد.

## وصلات خارجية
- روني لان على موقع IMDb (الإنجليزية)
- روني لان على موقع ميوزك برينز (الإنجليزية)
- روني لان على موقع قاعدة بيانات برودواي على الإنترنت (الإنجليزية)
- روني لان على موقع أول ميوزيك (الإنجليزية)
- روني لان على موقع ديسكوغز (الإنجليزية)
- روني لان على موقع قاعدة بيانات الفيلم (الإنجليزية)